# Desaparición de Donald Izzett
Donald Izzett (Fort Knox, Kentucky; 5 de noviembre de 1975) es un joven estadounidense desaparecido en mayo de 1995, mientras viajaba por el país tras ser licenciado obligatorio del ejército de los Estados Unidos por ser homosexual. Su último contacto conocido fue una llamada telefónica del Día de la Madre entre él y su madre, Debra Izzett Skelley, el 14 de mayo de 1995. En junio de 2019, el Departamento de Policía del condado de Pike descubrió restos humanos en McComb (Misisipi) que podrían tener relación con el caso.

## Vida personal
Izzett nació el 5 de noviembre de 1975, hijo de Debra Skelley y Donald Izzett Sr., en Kentucky, antes de trasladarse al oeste de Maryland con su madre. Tras graduarse entre los primeros de su clase en el instituto de Fort Hill, Izzett se alistó en el Ejército de los Estados Unidos en julio de 1993. Tras trasladarse a Florida para realizar la instrucción básica, Izzett deseó ser licenciado por estar lejos de su familia. Izzett volvió a alistarse en las Fuerzas Aéreas de los Estados Unidos en febrero de 1994. Tras admitir que era gay, Izzett fue dado de baja en marzo de 1994 debido a la política militar de "no preguntes, no digas" vigente en aquel momento. Izzett regresó a su casa en Maryland y comenzó a estudiar Periodismo en la Universidad Estatal de Frostburg. Al año siguiente, Izzett partió de Cumberland (Maryland), para realizar un viaje por carretera a través del país en mayo de 1995.

## Desaparición
En mayo de 1995, Skelley se puso en contacto con la policía estatal de Maryland tras recibir una angustiosa llamada telefónica de su hijo mientras éste se encontraba en Santa Mónica (California). La policía estatal afirmó que Izzett se había marchado por voluntad propia y que no había desaparecido del condado de Allegany de Maryland. En octubre de 1995, Skelley recibió por correo una multa por exceso de velocidad impuesta a Izzett por conducir un Mazda Miata registrado a nombre de George "Shane" Guenther desde Buckeye (Arizona), el 22 de mayo de 1995. La investigación sobre la citación llevó a Skelley a ponerse en contacto con la abuela de Guenther, Sue Guenther, que presenció una discusión entre Izzett y Guenther en la granja familiar de McComb, en Misisipi, a unos 160 kilómetros al norte de Nueva Orleans.
El compañero de habitación de Guenther en la universidad, Kyle Barnes, se presentó afirmando que Guenther mató a Izzett disparándole tres veces y quemando el cuerpo en la propiedad de McComb. Después de patrocinar numerosas excavaciones arqueológicas infructuosas en la propiedad de McComb en los años 1990, 2016 y 2018, un equipo tuvo éxito en descubrir restos similares a los humanos en el sitio de la quema en 2019, pero requieren pruebas de laboratorio para probar su origen.